# Scale AI
Scale AI, Inc.是一家總部位于美國加利福尼亚州旧金山的數據標註公司。該公司主要训练人工智能，讓人工智能學會标记数据。Scale AI由曾在Quora工作的汪滔和郭露西于2016年创立。 
该公司的研究部门“安全、评估与对齐实验室”（Safety, Evaluation and Alignment Lab）专注于对大型语言模型进行评估与对齐，其中包括名为人类最后一考的项目，该项目旨在评估先进人工智能系统在对齐性、推理能力与安全性方面的表现。Scale AI 还通过其子公司进行数据标注（data labeling）外包工作，包括专注于计算机视觉和自动驾驶的Remotasks，以及专注于大型语言模型数据注释（data annotation）的Outlier。
在商业领域，Scale AI的客户包括Etsy、通用汽车、OpenAI、PayPal、Pinterest、三星电子、丰田汽车及优步等公司。该公司亦与多国政府合作，包括与美国政府开展多项军事相关项目，以及协助卡塔尔提升其社会福利项目的效率。
2025年6月，Meta公司收購了Scale AI公司49%的股份，汪滔隨後加入Meta工作，但仍保留Scale AI董事會成員的身份。